# الصلب (الملاح)

تعديل مصدري - تعديل

الصلب هي إحدى قرى عزلة الملاح بمديرية الملاح التابعة لمحافظة لحج، بلغ تعداد سكانها 332 نسمة حسب تعداد اليمن لعام 2004.